# Chi Lupi
Chi Lupi (χ Lupi, förkortad Chi Lup, χ Lup), som är stjärnans Bayer-beteckning, är en dubbelstjärna i nordvästra delen av stjärnbilden Vargen. Den har en skenbar magnitud av 3,96 och är synlig för blotta ögat där ljusföroreningar ej förekommer. Baserat på parallaxmätning inom Hipparcosuppdraget på ca 15,9 mas, beräknas den befinna sig på ett avstånd av ca 210 ljusår (63 parsek) från solen. Stjärnan ingår i undergruppen Övre Scorpius inom Scorpius-Centaurus-föreningen som är den närmaste från solen av en sådan samförflyttande förening av massiva stjärnor.

## Egenskaper
Primärstjärnan Chi Lupi A är en blå till vit stjärna i huvudserien av spektralklass B9.5 V och är en kvicksilver-manganstjärna. Den har en massa som är ca 2,8 gånger solens massa, en radie som är ca 2,9 gånger solens radie och avger ca 63 gånger mer energi än solen från dess fotosfär vid en effektiv temperatur på ca 10 200 K.
Chi Lupi A är en spektroskopisk dubbelstjärna där följeslagaren är en stjärna i huvudserien av spektralklass A2 Vm.